# Ladislav Vízek
Ladislav Vízek (* 22. ledna 1955 Chlumec nad Cidlinou) je bývalý československý profesionální fotbalista, který hrával na pozici křídelníka. Svoji hráčskou kariéru ukončil v roce 1988 v dresu francouzského klubu Le Havre AC. Mezi lety 1977 a 1986 odehrál v dresu československé reprezentace 55 utkání, v nichž dal 13 branek.
Je držitelem zlaté olympijské medaile z roku 1980 a bronzové medaile z ME 1980, účastníkem MS 1982. Je členem Klubu ligových kanonýrů (115 branek). Je odchovancem TJ Čechie Hlušice a v dorosteneckém věku působil v klubu Jiskra Nový Bydžov.

## Klubová kariéra
Většinu své kariéry strávil v Dukle Praha v letech 1975–1985. Za Duklu odehrál 321 zápasů. Pouze v jejím závěru působil v zahraničí, a to ve francouzském klubu AC Le Havre v letech 1986–1988, v jehož dresu odehrál 61 střetnutí a vsítil 11 gólů. Po ukončení vrcholové činnosti hraje stále v nižších soutěžích, působí jako funkcionář a aktivní komentátor fotbalového dění. Registrovaný je v klubu SK Černolice. Stal se známým jako fotbalový bavič.

## Osobní život

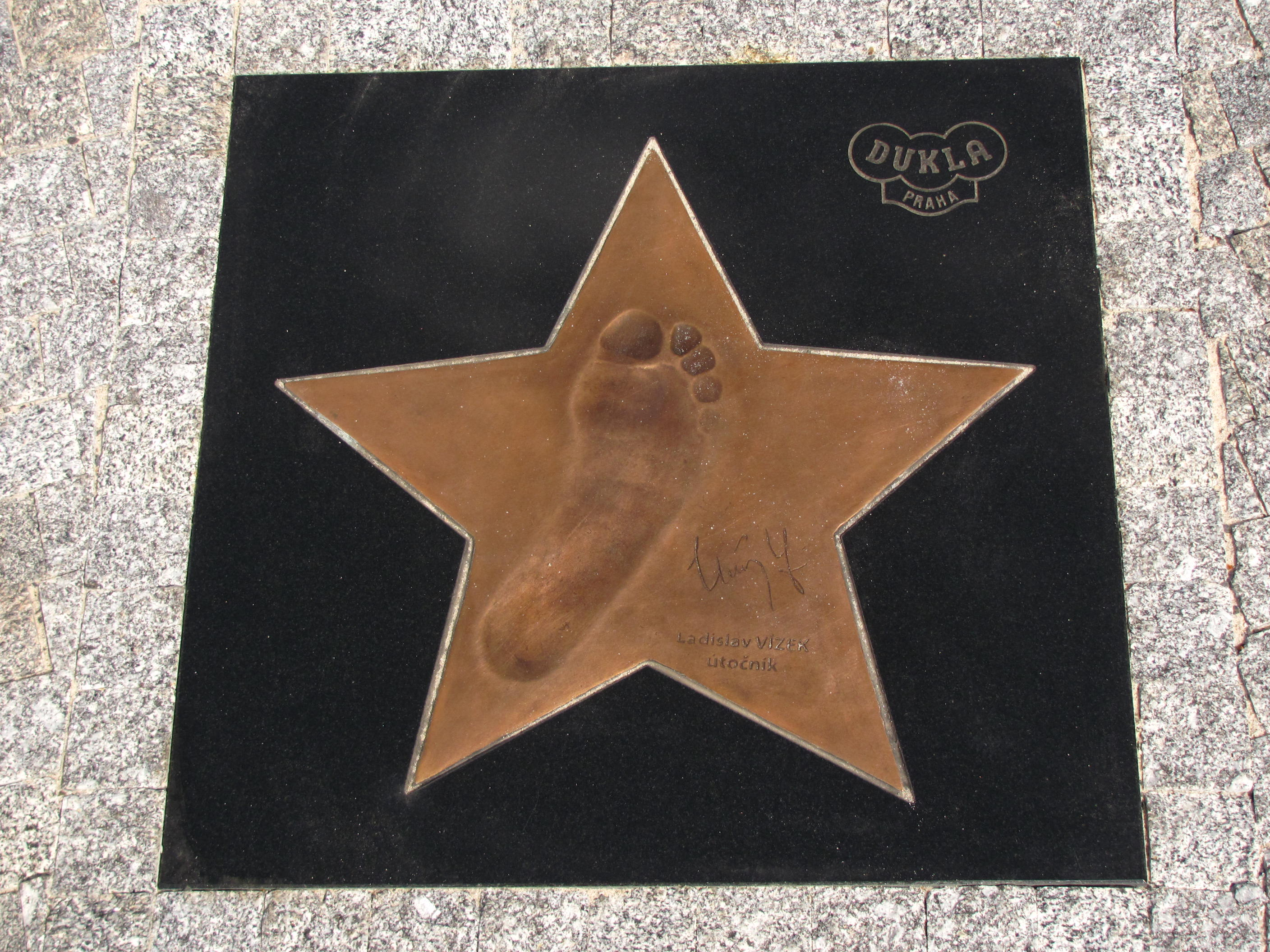
Hvězda slávy v Parku Juliska u stadionu Dukly Praha v Praze 6

Manželem jeho dcery Pavlíny je bývalý fotbalista Slavie Praha, Racingu Lens, FC Liverpool (vítěz Ligy mistrů 2005) a Girondins Bordeaux Vladimír Šmicer; vicemistr Evropy z roku 1996. Jeho bratr Milan Vízek hrál v lize za Teplice.
V roce 2016 se zúčastnil taneční soutěže StarDance, kde tančil s Evou Krejčířovou.

## Prvoligová bilance
| Ročník              | Zápasy | Góly | Minuty | Klub             |
| ------------------- | ------ | ---- | ------ | ---------------- |
| I. liga 1975/76     | –      | 7    | –      | AS Dukla Praha   |
| I. liga 1976/77     | 28     | 13   | –      | ASVS Dukla Praha |
| I. liga 1977/78     | –      | 11   | –      | ASVS Dukla Praha |
| I. liga 1978/79     | 26     | 11   | –      | ASVS Dukla Praha |
| I. liga 1979/80     | –      | 16   | –      | ASVS Dukla Praha |
| I. liga 1980/81     | 29     | 7    | –      | ASVS Dukla Praha |
| I. liga 1981/82     | 29     | 15   | –      | ASVS Dukla Praha |
| I. liga 1982/83     | 26     | 13   | –      | ASVS Dukla Praha |
| I. liga 1983/84     | 29     | 7    | –      | ASVS Dukla Praha |
| I. liga 1984/85     | 30     | 7    | –      | ASVS Dukla Praha |
| I. liga 1985/86     | 26     | 8    | –      | ASVS Dukla Praha |
| I. fr. liga 1986/87 | 32     | 7    | –      | Le Havre AC      |
| I. fr. liga 1987/88 | 29     | 4    | –      | Le Havre AC      |
| CELKEM I. ČS. LIGA  | 310    | 115  | –      |                  |
| CELKEM I. FR. LIGA  | 61     | 11   | –      |                  |